# Megalodontes mocsaryi
Megalodontes mocsaryi is een vliesvleugelig insect uit de familie van de Megalodontesidae. De wetenschappelijke naam van de soort is voor het eerst geldig gepubliceerd in 1881 door Ed. Andre.